# Distretto di Habero
Il distretto di Habero è  un distretto dell'Eritrea nella regione dell'Anseba, con capoluogo Habero.